# Campillo de Ranas
Campillo de Ranas es un municipio y localidad española del noroeste de la provincia de Guadalajara, en la comunidad autónoma de Castilla-La Mancha. El término municipal tiene una población de 152 habitantes (INE 2024).

## Datos básicos
- Se encuentra en la zona influenciada por la arquitectura negra, que engloba los conocidos como pueblos negros.
- El municipio de Campillo de Ranas engloba las pedanías de Campillejo, El Espinar, Roblelacasa y Robleluengo, además de los despoblados de El Vado, Matallana  y La Vereda.
- Está incluido en el área del parque natural de la Sierra Norte de Guadalajara.

## Geografía

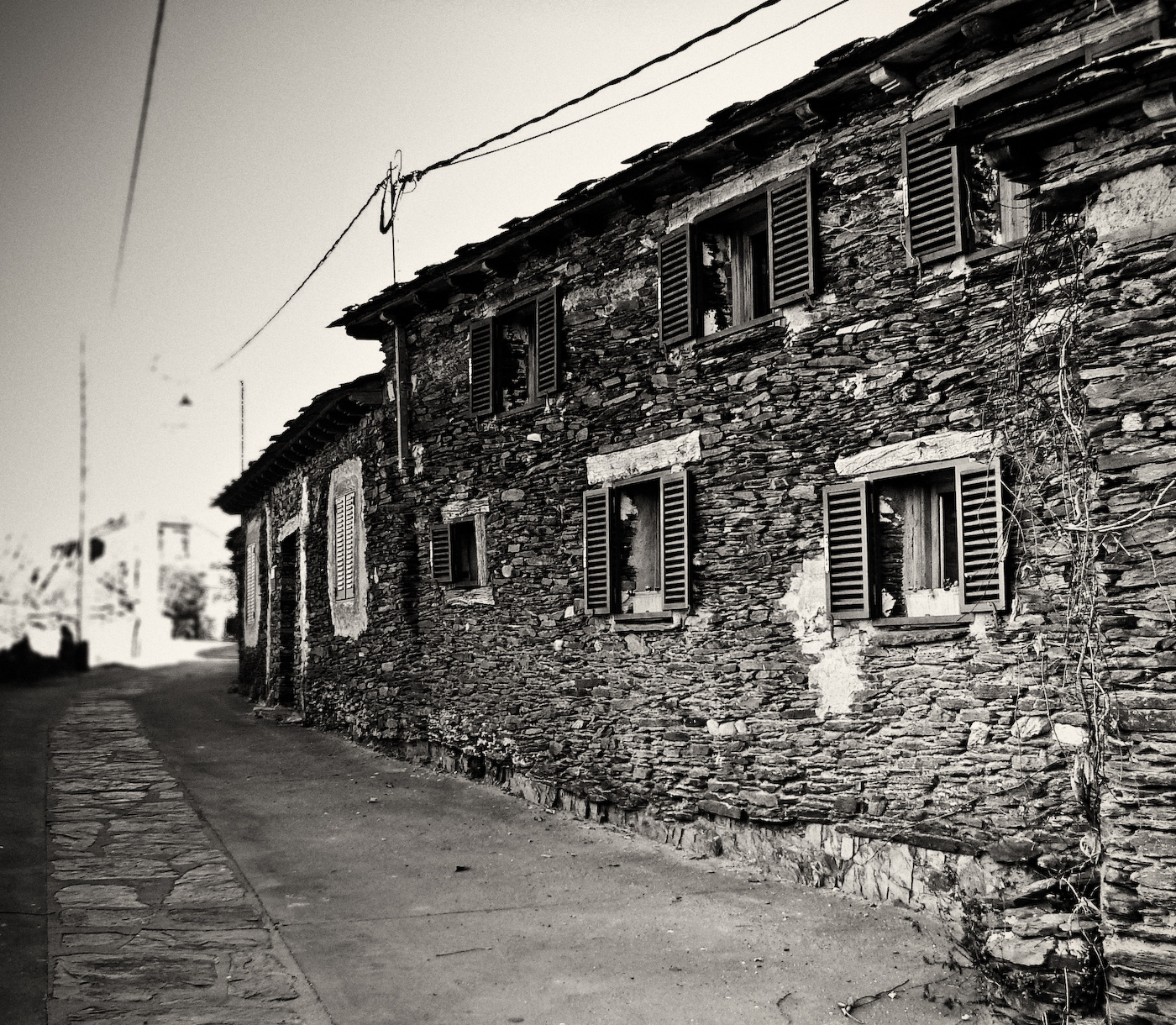
Casas típicas de la arquitectura negra

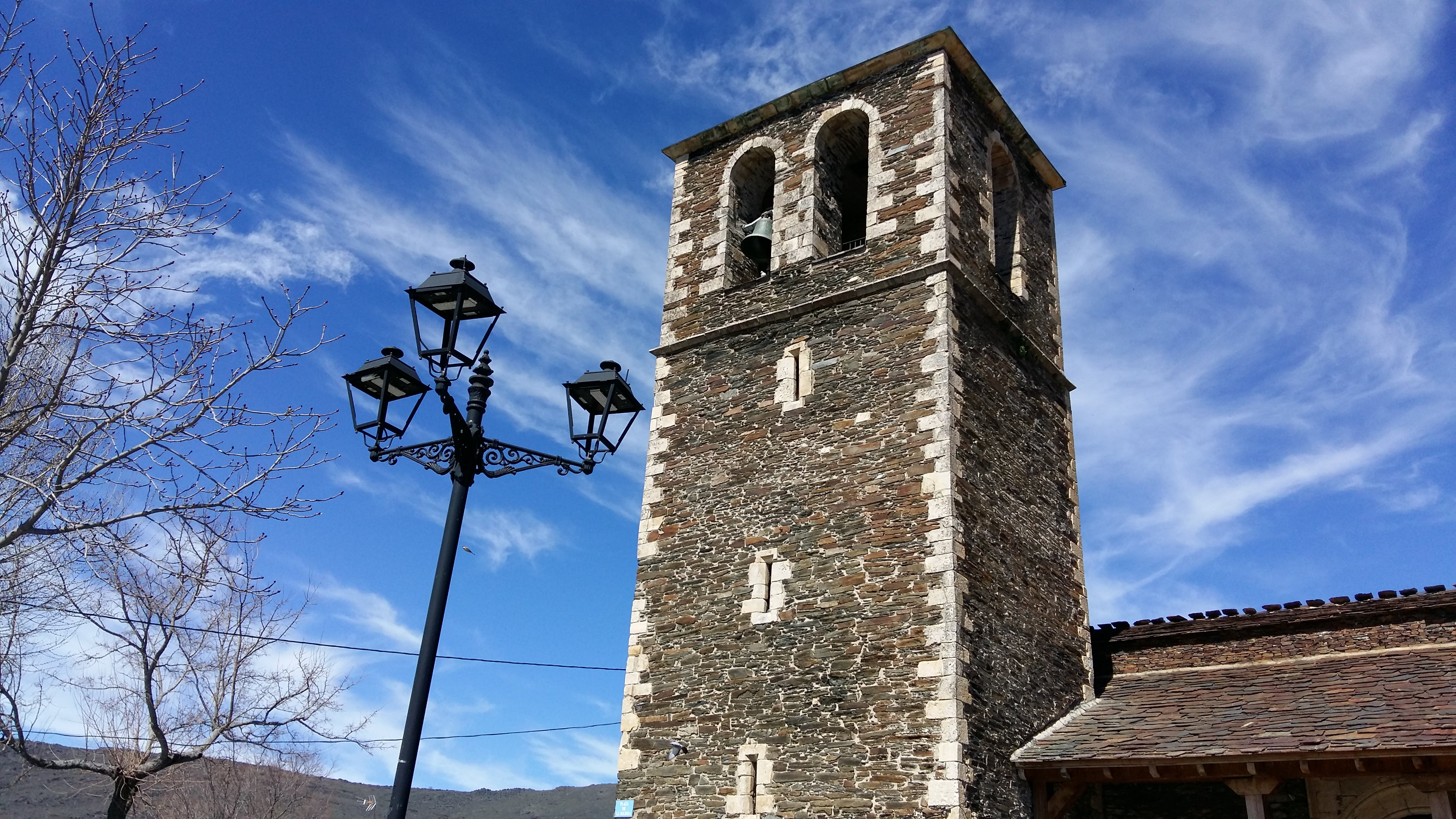
Torre de la iglesia

Cabe destacar de este municipio el paisaje, con el pico Ocejón, uno de los más altos de la provincia, como accidente geográfigo más destacable. Cercano a la zona están  dos de los hayedos más meridionales de Europa, el de Montejo de la Sierra y el de la Tejera Negra, así como el nacimiento del río Jarama en el municipio de El Cardoso de la Sierra.
Las entidades de La Vereda y Matallana, pertenecientes al antiguo municipio de El Vado, que fue anexionado al de Campillo de Ranas en la década de los 70, al igual que la población de ese nombre, que fue en parte sumergida bajo el embalse de su nombre, se encuentran despobladas tras la expropiación forzosa realizada por parte del antiguo Instituto de Conservación de la Naturaleza para su repoblación forestal. No obstante, la Asociación Amigos de La Vereda, con ayuda de la Consejería de Agricultura de Castilla-La Mancha, ha puesto en marcha un proyecto para la recuperación del enclave de La Vereda.
Desde 1988 la Asociación Cultural Hijos de La Vereda, conformada por los antiguos vecinos de El Vado, Matallana y La Vereda, y sus descendientes, organizan desde esa fecha las festividades patronales de San Pedro, San Juan y la Inmaculada Concepción. Igualmente, desde dicha fecha, los antiguos vecinos y propietarios de La Vereda, Matallana y El Vado, tienen planteado ante la Junta de Comunidades de Castilla-La Mancha y los Tribunales de Justicia, la reversión de las propiedades, incluidas las edificaciones de los cascos urbanos, que no han sido utilizadas para los fines de repoblación forestal que preveía la expropiación forzosa de 1972.

## Historia
Hacia mediados del siglo XIX, el lugar tenía contabilizada una población, incluidas sus aldeas, de 515 habitantes. La localidad aparece descrita en el quinto volumen del Diccionario geográfico-estadístico-histórico de España y sus posesiones de Ultramar de Pascual Madoz de la siguiente manera:

CAMPILLO DE RANAS: l. con ayunt. compuesto de vec. del mismo y sus ald. Campillejo, El Espinar, Robre la Casa y Robreluengo, en la prov. de Guadalajara (9 leg), part. jud. de Cogolludo (5), aud. terr. y c. g. de Madrid (15), dióc. de Toledo (27): sit. al pie de las sierras de Ayllon y cerro de Ocejon y combatido de los vientos N. y O.; su clima es desigual y propenso á tercianas y pulmonias: tiene el pueblo 50 casas; la de ayunt., escuela de instruccion primaria, concurrida por unos 40 alumnos de ambos sexos, y dotada con 1,100 rs., y una igl. parr. de primer ascenso (Sta. Maria Magdalena) servida por un cura de provision en concurso y un capellan de sangre; en la ald. de Campillejo hay 15 casas y una ermita (El Patrocinio); en El Espinar 20, en Robrelacasa 40 y una ermita (el niño Jesús), en Robreluengo 40, y la ermita de la Purísima. Confina el térm. N. Majada el Rayo y Comunes de Ayllon; E. Valverde; S. Tamajon y el Vado, y O. Colmenar de la Sierra; dentro de esta circunferencia se encuentran varias fuentes de buenas aguas, entre ellas una muy abundante que brota en el cerro de Ocejon; una ermita inmediata á las. casas, bajo el título de la Soledad, y los despoblados de El Guijon, Povedillas y Roblengo arriba: el terreno en su mayor parte es llojo, pizarroso y con bastantes penascales, comprende un monte hueco poblado de algunos robles, con muchas jaras y estepas; fertilizan á aquel el r. Jarama y 3 arroyos que desaguan en el mismo, procedentes de los manantiales que hay en el térm. caminos los locales, y el que llevan las carreterias de Cantalojas, todos en muy mal estado: el correo se recibe en la adm. de Cogolludo, por un propio que manda el ayunt.; sale los martes á recogerlo, y vuelve los miércoles. prod. trigo tranquillon, centeno, patatas, legumbres y verduras; cria ganado lanar, merino y cabrio, siendo el primero el mas preferido: hay caza de perdices y conejos, y pesca de truchas: ind. un batan, dos molinos harineros, varios telares de lienzos y uno de paños. comercio, venta de los frutos sobrantes y lanas, é importacion de los géneros de consumo de que carece el l. pobl.: inclusas las ald., 147 vec., 515 alm. cap. prod.: en igual forma 2.294,170 rs. imp.: 155,300. contr.: 8,781. presupuesto municipal: asciende á 4,000, y se cubre por reparto entre los vecinos.
(Madoz, 1846, p. 357)

## Campillo en losEpisodios Nacionalesde Galdós
En el inicio del capítulo tercero de Juan Martín 'El Empecinado' (Episodios Nacionales (vol.IX), don Benito Pérez Galdós presenta a un personaje de novela picaresca, "Viriato", metido a guerrillero de la partida del Empecinado, que el novelista canario hace hijo de Campillo de Ranas... Habla "Viriato":

Yo, señor oficial, estudiaba en la Complutense cuando declaramos la guerra a Napoleón. Soy hijo de unos labradores del Campillo de las Ranas, y vivía en Alcalá unos días de limosna, otros de la sopa boba y otros de lo que mis compañeros me quisieran dar... En los veranos era el primer corredor de tuna que se ha conocido desde que el gran Cisneros fundó la Universidad.
Benito Pérez Galdós

## Demografía
Campillo de Ranas cuenta con una población de 152 habitantes (INE 2024).
| Gráfica de evolución demográfica de Campillo de Ranas entre 1842 y 2021 |
| |
| Población de derecho según los censos de población del INE Población de hecho según los censos de población del INEEntre el censo de 1981 y el anterior, crece el término del municipio porque incorpora a La Vereda |

## Curiosidades
- El alcalde Francisco Maroto tiene el récord de la provincia en celebrar más bodas gais[5]
- En 2008 la empresa Telefónica graba un anuncio de ADSL en este pueblo en donde, irónicamente, no tiene cobertura.[6]